# 滑浚站
滑浚站（工程名滑县浚县站）位于中华人民共和国河南省安阳市滑县与鹤壁市浚县交界处，是济郑高速铁路上的一座车站，2022年6月20日随济郑高速铁路濮郑段开通而投入使用，由中国铁路郑州局集团新乡车务段管辖。
滑县站房、站场路轨、东侧工务维护基地均段位于两县境内；而浚县站房和站前广场均位于浚县境内，滑县站前广场东北部未建设部分属于浚县境内。

## 车站结构
车站规模为2台6线，设到发线6条（含正线2条），长度为650m；设450.0×12.0×1.25m岛式中间站台2座，两站台之间设8m宽旅客地道2座。

## 车站周边
- 河南恒瑞橡塑料技股份有限公司
- 鹤壁市惠元种猪有限公司
- 八里井村、西小庄村、界牌村